# 달나라에 사는 여인
《달나라에 사는 여인》(프랑스어: Mal de pierres)은 2016년 공개된 프랑스, 벨기에, 캐나다의 드라마, 로맨스 영화이다.

## 출연
주연
- 마리옹 꼬띠아르 : 가브리엘 역
- 루이 가렐 : 앙드레 소바쥬 역
- 알렉스 브렌데뮬 : 조세 역

조연
- 브리지트 뤼앙 : 아델 역
- 빅토르 퀼리치니
- 그웬돌린 피케